# Jean-Joseph-Stanislas-Albert Damas-Hinard
Pour les articles homonymes, voir Damas (homonymie).
Jean-Joseph-Stanislas-Albert Damas-Hinard, né à Madrid le 11 décembre 1805 et mort à Neuilly-sur-Seine le 10 octobre 1891, est un historien français, spécialiste de l'hispanisme.

## Biographie
Né en Espagne, il se spécialise très jeune comme hispaniste par des traductions en français, avec introduction et notes, d'œuvres classiques, tels, en 1835 A secreto agravio secreta venganza de Pedro Calderón de la Barca, le Cantar de mio Cid en 1858, le Romancero general d'Agustín Durán en 1844 ou encore le Quijote et une partie du théâtre de Lope de Vega sous le titre Nouvel art de faire des comédies: La belle aux yeux d'or, La découverte du Nouveau Monde, Les chefs-d'œuvre du théâtre espagnol, traduction de dix drames, avec introduction et notes par Mesdames Hinard et notices sur la vie et les ouvrages de Lope, chez Gosselin en 1842. 
En 1847, il entre au Collège de France comme successeur d'Edgar Quinet. Or ce dernier n'a pas été consulté, contre le principe qui veut que le titulaire d'une chaire soit nommé avec l'approbation de son prédécesseur. Ceci cause à Damas-Hinard quelques difficultés : le jour de sa première leçon (le 19 avril), il est hué. 
Il devient en 1848 bibliothécaire du Louvre. 
Sous le Second Empire, il devient secrétaire des commandements de l'Impératrice Eugénie. 